# Contra-compositie V
Contra-compositie V (Duits: Kontra-Komposition V, Engels: Counter-Composition V, Frans: Contre-composition V, Italiaans: Contro-Composizione V) is een schilderij van de Nederlandse schilder Theo van Doesburg in het Stedelijk Museum in Amsterdam.

## Titel
Het werk is door Van Doesburg geschilderd in 1924 toen hij in Parijs woonde en is het tweede schilderij in een reeks schilderijen, die hij later de naam contra-composities gaf. Op 24 juli schreef hij zijn vriend Antony Kok dat het op dat moment vijf schilderijen in bewerking had, waarvan er één voltooid was (Contra-compositie X). Contra-compositie V was het tweede werk dat hij dat jaar voltooide en had daarom aanvankelijk als titel Contra-compositie II. Het schilderij kreeg waarschijnlijk pas omstreeks 1927 zijn huidige titel, toen van Doesburg de voorstudie ervan samen met nog 21 voorstudies van andere contra-composities opnam in het boekje Unique studies for Compositions (later ook Liber Veritatis genoemd (het boek van de waarheid; Kröller-Müller Museum, inventarisnummer AB4149) en het hierin het nummer 5 gaf.

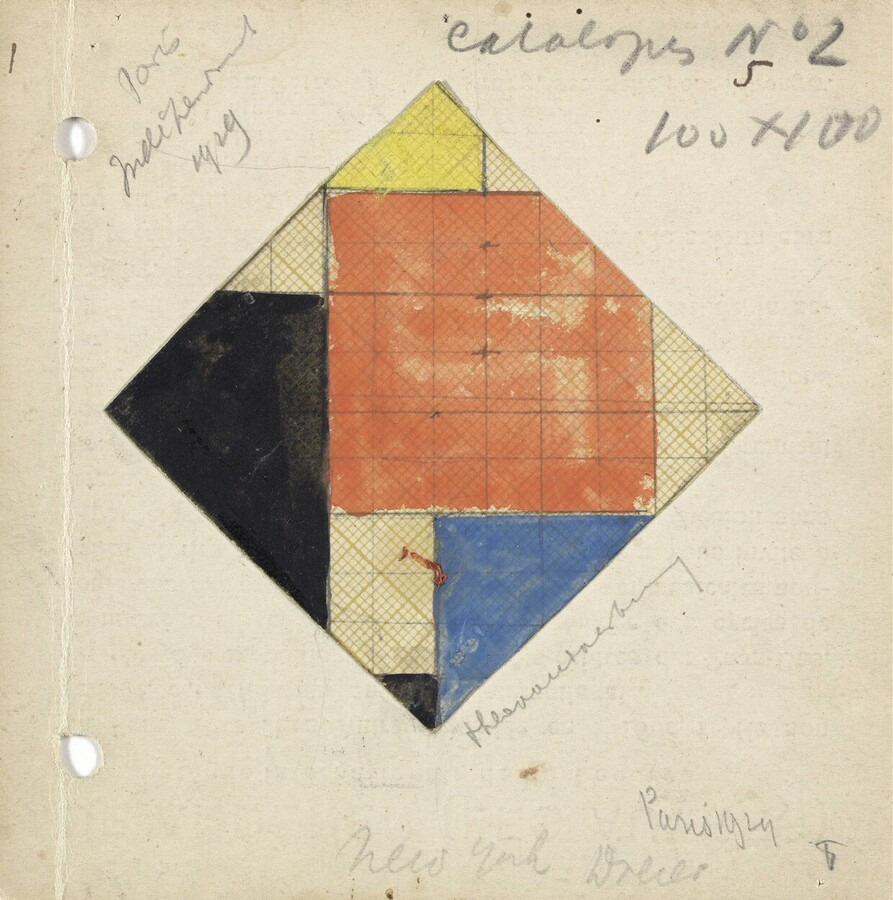
Theo van Doesburg. Studie voor Contra-compositie V. 1924. Potlood en gouache op papier bevestigd op karton. 11,5 × 12 cm. Otterlo, Kröller-Müller Museum.

## Positie
Opmerkelijk is dat de voorstudie van Contra-compositie V niet rechtstandig is, zoals het werk nu bekend is, maar ruitvormig. Waarschijnlijk veranderde Van Doesburg de stand van het schilderij in 1925 door de tekst 'HAUT' (boven) aan te brengen aan de achterkant van het werk. Deze verandering hangt waarschijnlijk samen met de introductie van de diagonaal in Van Doesburgs werk in 1925. De zes contra-composities die Van Doesburg in 1924 schilderde hadden oorspronkelijk allemaal een orthogonale compositie.  Door Contra-compositie V 45° te draaien, ontstond een diagonale compositie.

## Betekenis
Hoewel Contra-compositie V oorspronkelijk als orthogonale compositie is bedoeld, wordt het in de literatuur vaak opgevoerd als voorbeeld van het elementarisme. Jaffé merkt in zijn biografie over Theo van Doesburg op dat het werk enigszins aansluit bij schilderijen uit 1920, zoals Compositie XXII, omdat hierop de ‘kleurvlakken [ook] zonder enige lijnenstructuur direct op elkaar aansluiten’

## Tentoonstellingen
Contra-Compositie V maakte deel uit van de volgende tentoonstellingen:
- Works by Leger, (...), Theo van Doesburg, maart-11 april 1925, The Little Review Gallery (van Jane Heap), New York (?).
- Groepstentoonstelling, april-mei 1926, The Little Review Gallery, New York (?).
- Société des "Artistes Indépendants". 40e exposition, 18 januari-28 februari 1929, Grand Palais des Champs-Élysées, Parijs.
- Abstrakte und Surrealistische Malerei und Plastik, 6 oktober-3 november 1929, Kunsthaus, Zürich.
- ‘1940’. Deuxième exposition Rétrospective Van Doesburg, 15 januari-1 februari 1932, Porte de Versailles Parc des Expositions, Parijs.
- Société des Artistes Indédendants. 46e exposition, 18 januari-3 maart, Grand Palais des Champs-Élysées, Parijs.
- Theo van Doesburg, 2-31 mei 1936, Stedelijk Museum, Amsterdam.
- Konstruktivisten, 16 januari-14 februari 1937, Kunsthalle, Bazel.
- Abstracte kunst, 2-24 april 1938, Stedelijk Museum, Amsterdam.
- Moderne Holländische Kunst 1885-1945, 25 mei-23 juni, Kunsthalle, Bazel.
- De Stijl, 6 juli-25 september 1951, Stedelijk Museum, Amsterdam.
- De Stijl, 14 juni-9 oktober 1952, Grieks Paviljoen, XXVI Biennale, Venetië.
- De Stijl 1917-1928, 16 december 1952-15 februari 1953, Museum of Modern Art, New York.
- De Stijl 1917-1928, 15 maart-19 april 1953, Virginia Museum of Fine Arts, Richmond.
- Il Bienal, december 1953-begin 1954, Museu de Arte Moderna de São Paulo, São Paulo.
- Pintura contemporaea de los Paises Bajos, maart 1954, Comisón Nacional de Bellas Artes, Montevideo.
- Moderne kunst nieuw en oud, 26 juli-3 oktober, Stedelijk Museum, Amsterdam.
- Moderne Kunst neu und alt, 27 oktober-4 december, Schloss Morsbroich, Leverkusen.
- Moderne Kunst neu und alt, 6 januari-5 februari, Fränkische Galerie am Marientor, Neurenberg.
- L'art hollandais depuis Van Gogh, 6 maart-20 april 1958, Musée national d'art moderne, Parijs.
- Paintings from the Stedelijk Museum, Amsterdam, 7 januari-4 februari 1959, Institute of Contemporary Art, Boston.
- Paintings from the Stedelijk Museum, Amsterdam, 12 februari-12 maart 1959, Milwaukee Art Center, Milwaukee.
- Paintings from the Stedelijk Museum, Amsterdam, 20 maart-20 april 1959, The Columbus Gallery of Fine Arts, Columbus.
- Paintings from the Stedelijk Museum, Amsterdam, 27 april-24 mei 1959, Walker Art Center, Minneapolis.
- De Stijl, 16 november 1960-9 januari 1961, Galleria Nazionale d'Arte Moderna, Rome.
- La peinture néerlandaise entre les deux guerres, 3 mei-11 juni, Musée de Peinture et de Sculpture, Grenoble.
- La peinture néerlandaise entre les deux guerres, 19 juli-1 augustus 1961, Centre Culturel Valery-Larbaud, Vichy.
- Stedelijk Museum besøger Louisiana, 28 oktober-3 december 1961, Louisiana Museum, Humblebæk.
- Stedelijk Museum, Amsterdam besöker Moderna Museet, Stockholm, 26 december 1961-28 januari 1962, Moderna Museet, Stockholm.
- Mondrian, de Stijl and their impact, april 1964, Marlborough-Gerson Gallery, New York.
- Les années 25. Art Déco, Bauhaus, Stijl, Esprit Nouveau, 3 maart-16 mei 1966, Musée des Arts Décoratifs, Parijs.
- De Stijl, 23 februari-24 maart 1968, The Camden Arts Centre, Londen.
- De Stijl, 1917-1931. Visions of Utopia, 31 januari-28 maart 1982, Walker Art Center, Minneapolis.
- De Stijl, 1917-1931. Visions of Utopia, 20 april-27 juni 1982, The Hirshhorn Museum and Sculpture Garden, Smithsonian Institution, Washington.
- De Stijl, 1917-1931, 6 augustus 1982-?, Stedelijk Museum, Amsterdam.
- De Stijl, 1917-1931, ?-4 oktober 1982, Kröller-Müller Museum, Otterlo.
- La beauté exacte. Art Pays-Bas XXe siècle. De Van Gogh à Mondrian, 25 maart-17 juli 1994, Musée d'Art Moderne de la Ville de Paris, Parijs.
- Flemish and Dutch painting from Van Gogh, Ensor, Magritte, Mondrian to contemporary artists, 16 maart-13 juli 1997, Palazzo Grassi, Venetië.
- De Stijl 1917-1932. Art and environment of neoplasticism, 13 december 1997-15 februari 1998, Sezon Museum of Art, Tokio, 21 februari-5 april 1998, Hyogo Prefectural Museum of Modern Art, Kobe, 21 april-21 juni 1998, Toyota Municipal Museum of Art, Chunichi, tant.cat.: ISBN 4309255124, cat.nr. 1-018, p. 87.
- Van Doesburg and the International Avant-Garde, 20 oktober 2009-3 januari 2010, Stedelijk Museum De Lakenhal, Leiden, 4 februari-16 mei 2010, Tate Modern, Londen, tent.cat.: ISBN 978-1-85437-872-9, p. 249 (als Counter-Composition V, 1924).